# Saint-John Perse
Saint-John Perse, pseudonymet for Alexis Léger (født 31. maj 1887 i Pointe-à-Pitre, død 20. september 1975 i Giens) var en fransk digter og diplomat.

## Barndom og ungdom
Saint-John Perse voksede op på fødeøen Guadeloupe i de franske antiller, som søn en advokat. Hans mor kom fra en familie af plantageejere.
I 1899 flyttede familien til Pau, hvor han gik i gymnasiet. Allerede her følte han sig kaldet til at blive digter. Imidlertid ønskede han ikke at leve det økonomisk usikre liv som forfatter, men gennem bekendtskabet med Paul Claudel fandt han løsningen på dette dilemma, idet denne kombinerede en karriere som digter med en karriere indenfor diplomatiet.
Efter gymnasiet begyndte Perse i 1904 at studere jura i Bordeaux. Her skrev han sine første digte. Han afsluttede sine jurastudier i 1911, hvorefter han aftjente af sin værnepligt i Pau. Frem til 1911 fik han publiceret flere af sine digte, blandt andet i det litterære magasin La Nouvelle Revue Française. Udover Anabasis, som han fik udgivet i 1924 under pseudonymet Saint-John Perse, udgav han ikke nogle af sine værker i perioden fra 1911 til 1940.

## Karriere som diplomat
I 1914 gennemførte han optagelsesprøven og blev ansat i udenrigsministeriet. Han blev udnævnt til ambassadesekretær ved den franske ambassade i Beijing i 1916. Denne post besad han frem til 1921, hvor han ved Washington-konferencen gjorde sig positivt bemærket overfor Aristide Briand, som senere hjalp ham i hans karriere. I 1922 vendte Léger tilbage til Frankrig, hvor han begyndte sin opstigen som embedsmand i det franske udenrigsministerium. Han endte som generalsekretær i udenrigsdepartementet, hvorfra han blev fyret i 1940 på grund af sin modstand mod den franske kapitulation samme år og efter at have takket nej til at blive ambassadør i Washington.

## 2. verdenskrig
Han flygtede herefter til USA via England og Canada. I USA udviklede han sig som digter, samtidig med at han arbejdede som bibliotekar i den amerikanske kongres. På trods af et britisk mæglingsforsøg nægtede han at tilslutte sig de Frie franske styrker under Charles de Gaulle.
Hans modsætningsforhold til de Gaulle var så stort, at han under krigen var med til at fremstille rapporter til Roosevelt, der tegnede et negativt billede af de Gaulle.
Efter krigen blev han tilbudt flere ambassadørstillinger, som han alle afviste, for i stedet at hellige sig sin karriere som forfatter. Først i 1957 vendte han tilbage til Frankrig, og i 1960 blev hans forfatterskab kronet med Nobelprisen i litteratur.
Han døde i 1975.

## Ordner og monumenter
- Kommandør af Æreslegionen.
- Nobelprisen i litteratur i 1960.
- Hommage à Saint-John Perse er en bronzeskulptur, som i 1992 blev afsløret i parken ved Muséum national d'histoire naturelle i Paris.
- Der er et museum, der er dedikeret til ham i hans fødeby Point-a-Pitre.

## Værker
- Éloges (1911)
- Anabase (1924)
- Exil (1942)
- Poème à l'étrangère (1943)
- Pluies (1944]
- Neiges (1944)
- Vents (1946)
- Amers (1956)
- Chronique (1960)
- Poésie (1961)
- Oiseaux (1962)
- Pour Dante (1965)
- Chant pour un équinoxe (1971)
- Nocturne (1973)
- Sécheresse (1974)